# Fargesia spathacea
Fargesia spathacea là một loài thực vật có hoa trong họ Hòa thảo. Loài này được Franch. mô tả khoa học đầu tiên năm 1893.